# Número global de Richardson
El número global de Richardson (BRN por sus siglas en inglés) es una aproximación del número de gradiente de Richardson. Es una relación adimensional en meteorología relacionada con el consumo de turbulencia dividido por la producción de cizallamiento, la generación de energía cinética de turbulencia causada por el cizallamiento del viento, de la turbulencia. Se utiliza para mostrar la estabilidad dinámica y la formación de turbulencia.
El BRN se utiliza con frecuencia en meteorología debido a la amplia disponibilidad de datos de radiosondas y a los pronósticos numéricos del tiempo que proporcionan mediciones del viento y la temperatura en puntos discretos del espacio.

## Fórmula
A continuación se muestra la fórmula del BRN, donde g es la aceleración gravitacional, Tv?? es la temperatura virtual absoluta, Δθv es la diferencia de temperatura potencial virtual a lo largo de una capa de espesor, Δz es la profundidad vertical, y Δ y V son los cambios en los componentes horizontales del viento a lo largo de esa misma capa.
{\displaystyle R_{B}={\frac {(g/T_{v})\Delta \theta _{v}\Delta z}{(\Delta U)^{2}+(\Delta V)^{2}}}}

## Valores críticos e interpretación
Los valores altos indican entornos inestables y/o con cizallamiento débil; los valores bajos indican inestabilidad débil y/o cizallamiento vertical fuerte. En general, los valores en el rango de 10 a 50 sugieren condiciones ambientales favorables para el desarrollo de superceldas.
En el límite en que el espesor de la capa se vuelve pequeño, el número de Bulk Richardson se aproxima al número de Richardson en gradiente, para el cual un número de Richardson crítico es aproximadamente Ric= 0,25. Los números inferiores a este valor crítico son dinámicamente inestables y es probable que se vuelvan o permanezcan turbulentos.
El valor crítico de 0,25 se aplica solo a gradientes locales, no a diferencias finitas a través de capas gruesas. Cuanto más gruesa es la capa, más probable es que se promedien los gradientes grandes que se producen dentro de pequeñas subregiones de la capa de interés. Esto da lugar a una incertidumbre en nuestra predicción de la aparición de turbulencias, y ahora hay que utilizar un valor artificialmente grande del número crítico de Richardson para obtener resultados razonables utilizando nuestros gradientes suavizados. Esto significa que cuanto más delgada es la capa, más se aproxima el valor a la teoría.